# Linthal, Haut-Rhin
Linthal je občina v departmaju Haut-Rhin francoske regije Alzacija.
Leta 1990 je v občini živelo 512 oseb oz. 25 oseb/km².